# Somogyfajsz
Somogyfajsz is een plaats (község) en gemeente in het Hongaarse comitaat Somogy. Somogyfajsz telt 548 inwoners (2001).